# Francisco Gaviña Ribelles
Francisco Gaviña Ribelles (València, 1941 - 1990) va ser un químic i polític valencià.
Llicenciat en ciències químiques, ha estat professor de química orgànica a la Universitat de València des de 1987 i militant del PSOE.
Es va presentar com a candidat socialista per València a les eleccions generals espanyoles de 1977, però anava en el 13è lloc i no fou escollit. A les eleccions municipals espanyoles de 1979 fou escollit regidor a l'ajuntament de Saragossa, i a les eleccions generals espanyoles de 1982 fou elegit diputat del PSPV-PSOE per la província de València. L'abril de 2004 fou condecorat, a títol pòstum, amb la Medalla de Plata de l'ajuntament de Saragossa